# ألبرت جي. بور
ألبرت جي. بور (بالإنجليزية: Albert G. Burr)‏ هو قاضي ومحامي وسياسي أمريكي، ولد في 8 نوفمبر 1829 في الولايات المتحدة، وتوفي في 10 يونيو 1882 في نفس البلد. حزبياً، نشط في الحزب الديمقراطي. وقد انتخب عضو مجلس نواب إلينوي وانتخب عضو مجلس النواب الأمريكي.